# Santa Filomena (kommun i Brasilien, Pernambuco)
Santa Filomena är en kommun i Brasilien.   Den ligger i delstaten Pernambuco, i den östra delen av landet, 1 200 km nordost om huvudstaden Brasília. Antalet invånare är 13 322.
Omgivningarna runt Santa Filomena är huvudsakligen savann. Runt Santa Filomena är det glesbefolkat, med 12 invånare per kvadratkilometer.